# What Do You Take Me For?
A What Do You Take Me For? Pixie Lott dala második, Young Foolish Happy című stúdióalbumáról. Pusha T amerikai rapper is részt vett a dal munkálataiban. 2011. november 4-én jelent meg az Egyesült Királyságban az album második kislemezeként. 2011. szeptember 26-án debütált a Capital FM műsorán.

## Videóklip
A Declan Whitebloom által rendezett kisfilm 2011. október 6-án debütált az énekesnő VEVO csatornáján. A kisfilmben az énekesnő látható éneklés és táncolás közben.

## Dallista
- Brit iTunes EP

1. What Do You Take Me For? – 2:55
2. What Do You Take Me For? (Bimbo Jones Remix) – 5:55
3. What Do You Take Me For? (E-Squire Remix) – 5:31
4. What Do You Take Me For? (Benji Boko Remix) – 3:06

## Elért helyezések
| Slágerlista (2011) | Legjobb helyezés |
| ------------------ | ---------------- |
| Ír kislemezlista   | 30               |
| Skót kislemezlista | 9                |
| Brit kislemezlista | 10               |

## Megjelenések
| Ország             | Dátum             | Formátum           | Kiadó           |
| ------------------ | ----------------- | ------------------ | --------------- |
| Egyesült Királyság | 2011. november 4. | Digitális letöltés | Mercury Records |

## Fordítás
Ez a szócikk részben vagy egészben  a   What Do You Take Me For? című angol Wikipédia-szócikk fordításán alapul.  Az eredeti cikk szerkesztőit annak laptörténete sorolja fel. Ez a jelzés csupán a megfogalmazás eredetét és a szerzői jogokat jelzi, nem szolgál a cikkben szereplő információk forrásmegjelöléseként.